# ميشيل شاندلير
ميشيل شاندلير (بالإنجليزية: Michelle Chandler)‏ (16 يوليو 1974 بغيلونغ في أستراليا - ) هي لاعبة كرة سلة أسترالية في مركز مدافع مسدد الهدف، شاركت في الألعاب الأولمبية الصيفية 1996. ولعبت مع فينيكس ميركوري.

## وصلات خارجية
- ميشيل شاندلير على موقع الاتحاد الدولي لكرة السلة (الإنجليزية)
- ميشيل شاندلير على موقع الاتحاد الوطني لكرة السلة النسائية (الإنجليزية)
- ميشيل شاندلير على موقع سبورتس رفرنس (الإنجليزية)
- ميشيل شاندلير على موقع سبورتس رفرنس (الإنجليزية)
- ميشيل شاندلير على موقع أوليمبيديا (الإنجليزية)
- ميشيل شاندلير على موقع اللجنة الأولمبية الأسترالية (الإنجليزية)